# Kosta (Schweden)
Kosta ist ein Ort (tätort) in der schwedischen Provinz Kronobergs län und der historischen Provinz Småland. Der Ort liegt in der Gemeinde Lessebo und inmitten des sogenannten „Glasreiches“. Kosta ist der drittgrößte Ort der Gemeinde.